# Bukiyip
Le bukiyip (ou arapesh des montagnes) est une langue papoue parlée en Papouasie-Nouvelle-Guinée, dans la province de Sepik oriental.

## Classification
Le bukiyip fait partie des langues arapesh, rattachées aux langues torricelli.

## Phonologie
Les  voyelles du bukiyip sont :

### Voyelles
|           | Antérieure | Centrale | Postérieure |
| --------- | ---------- | -------- | ----------- |
| Fermée    | i [i]      | ɨ [ɨ]    | u [u]       |
| Mi-fermée | e [e]      | ə [ə]    | o [o]       |
| Ouverte   | æ [æ]      |          | ɑ [ɑ]       |

### Consonnes
Les consonnes du bukiyip sont :
|              |              | Bilabiales | Alvéolaires | Dorsales | Dorsales | Glottales |
| ------------ | ------------ | ---------- | ----------- | -------- | -------- | --------- |
| Palatales    | Vélaires     | Bilabiales | Alvéolaires |          |          | Glottales |
| Occlusives   | Sourde       | p [p]      | t [t]       |          | k [k]    |           |
| Occlusives   | Sonore       | b [b]      | d [d]       |          | g [g]    |           |
| Fricative    | Fricative    |            | s [s]       |          |          | h [h]     |
| Affriquée    | Sourde       |            | tɕ [t͡ɕ]     |          |          |           |
| Affriquée    | Sonore       |            | dʑ [d͡ʑ]     |          |          |           |
| Nasale       | Nasale       | m [m]      | n [n]       | ɲ [ ɲ]   |          |           |
| Latérale     | Latérale     |            | l [l]       |          |          |           |
| Roulée       | Roulée       |            | r [r]       |          |          |           |
| Semi-voyelle | Semi-voyelle | w [w]      |             | y [ j]   |          |           |

## Sources
- (en) Robert J. Conrad, 2011, Bukiyip Organised phonology Data, manuscrit, Ukarumpa, SIL International.